# Concours des fanfares des Beaux-Arts

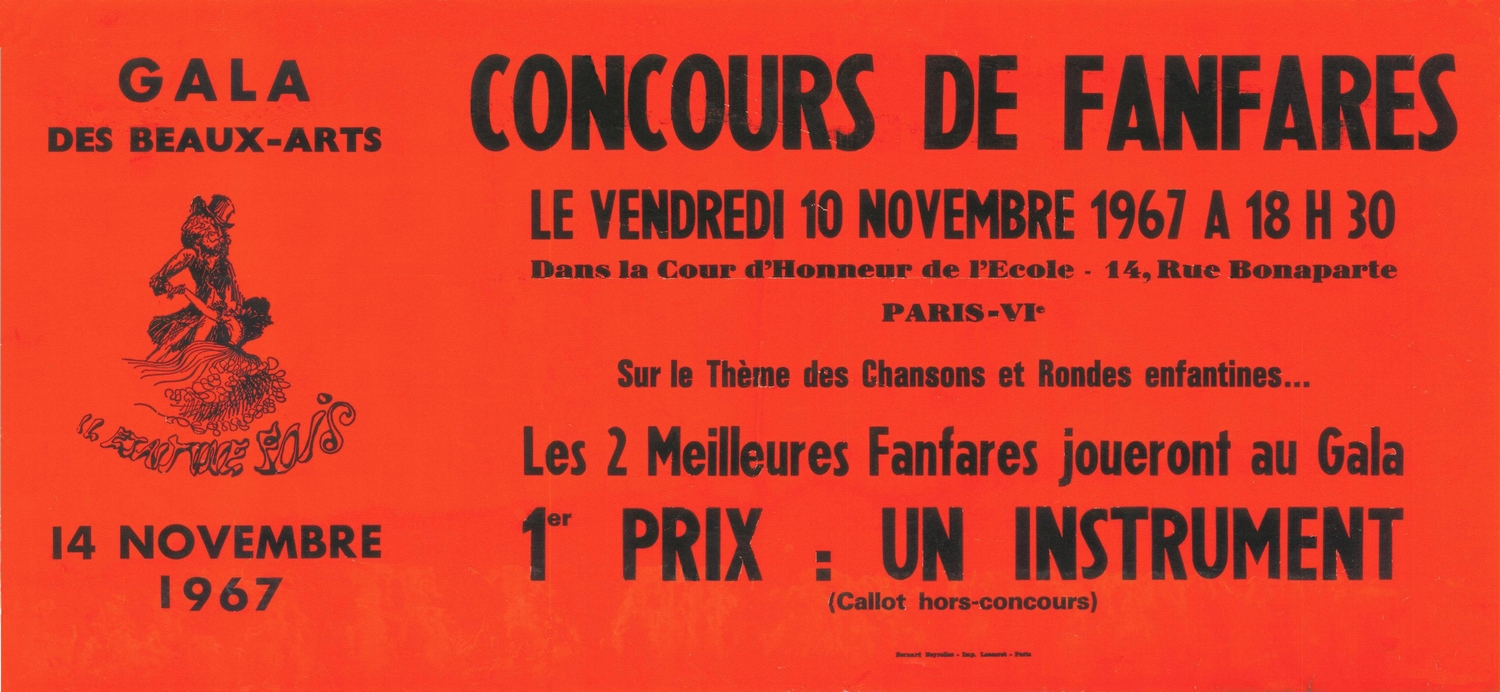
Affiche du Concours 1967.

Le Concours des fanfares des Beaux-Arts est un événement public organisé par la Grande Masse des Beaux-Arts.

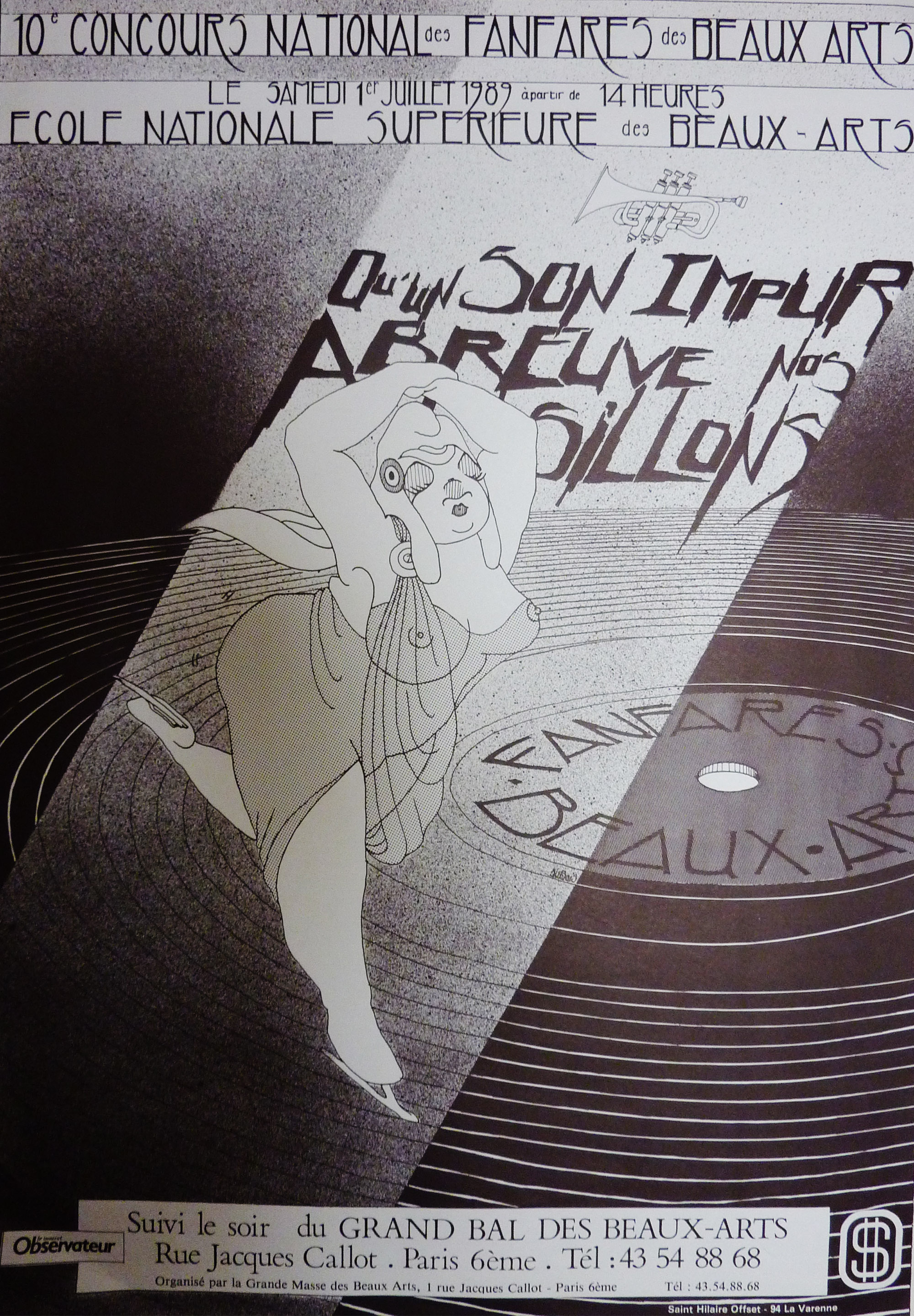
Affiche du Concours 1989.

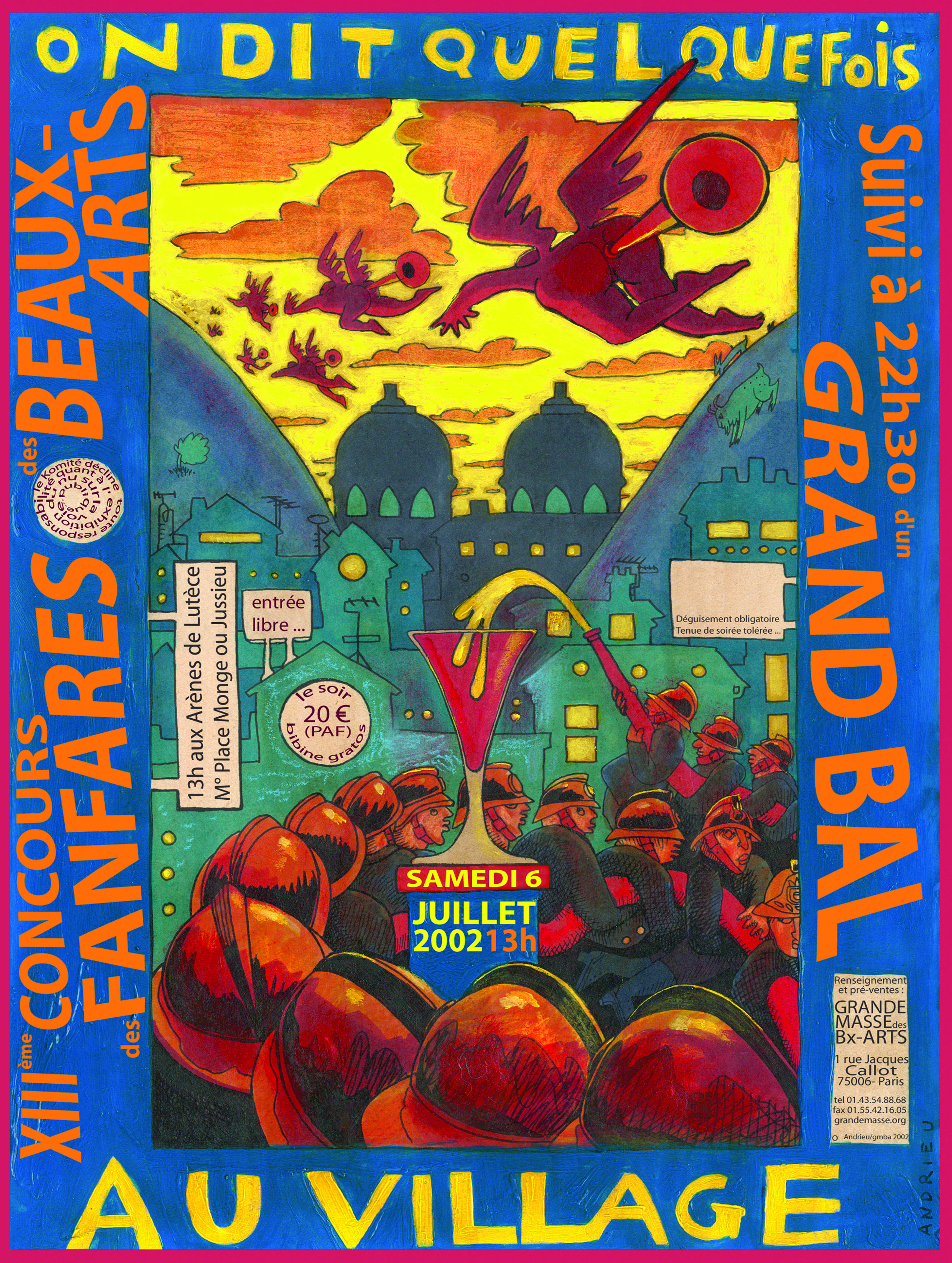
Affiche du Concours 2002.

Il réunit les fanfares des Beaux-Arts, issues des écoles des Beaux-Arts et des écoles d'Architecture, dans le cadre d'une compétition musicale et scénographique.
Ce concours existe depuis 1958 et a lieu à Paris.
Il se déroule en général tous les 4 ans, au tout début de l'été.

## Historique

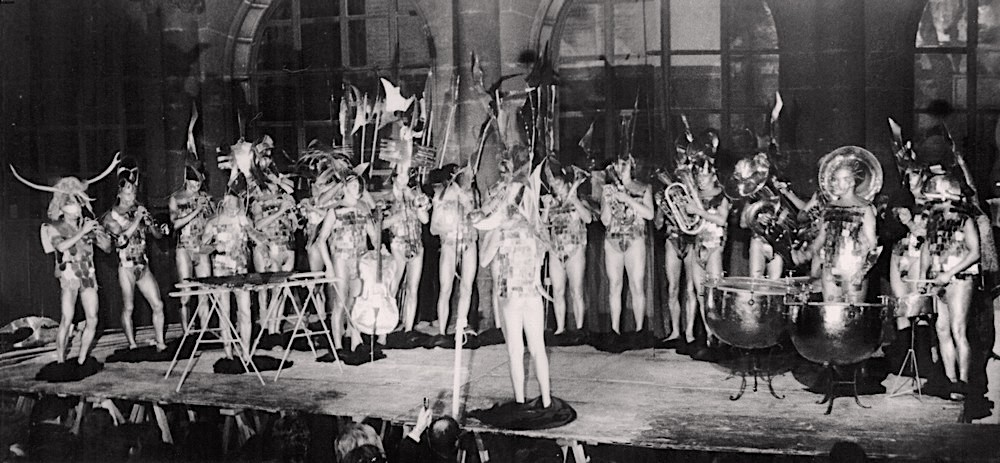
Les Aimé Visconti au Concours 1967.

La première édition du Concours des fanfares des Beaux-Arts a eu lieu le 31 janvier 1958 dans la Salle Melpomène de l'École des Beaux-Arts de Paris, à l'occasion des festivités du centenaire du Rougevin organisées par la Grande Masse.  
Les fanfares des Beaux-Arts, apparues dès 1948 dans les ateliers d'enseignement de l'Architecture, deviennent si nombreuses au sein de l'École des Beaux-Arts, qu'en 1958, on en décompte déjà une quinzaine. 
À l'initiative de Michel Day, alors délégué aux relations culturelles de la Grande Masse sous la présidence du Grand Massier Henri Clément, est donc créé le premier Concours des fanfares des Beaux-Arts. 
Ce Concours, d'abord créé pour récompenser la meilleure fanfare des Beaux-Arts, a également servi, jusqu'en 1968, de tremplin aux fanfares pour participer au Gala de l'École des Beaux-Arts.

## Organisation
Le Concours est administré par l'association de la Grande Masse des Beaux-Arts, association des élèves et anciens élèves de l'École des Beaux-Arts et des écoles d'Architecture, qui désigne un comité artistique destiné à l'organisation de ces festivités.
Ce comité comprend plusieurs commissions qui sont responsables des choix du thème sur lequel les fanfares vont concourir, du choix des membres du jury et de la réalisation du Concours.

### Déroulement

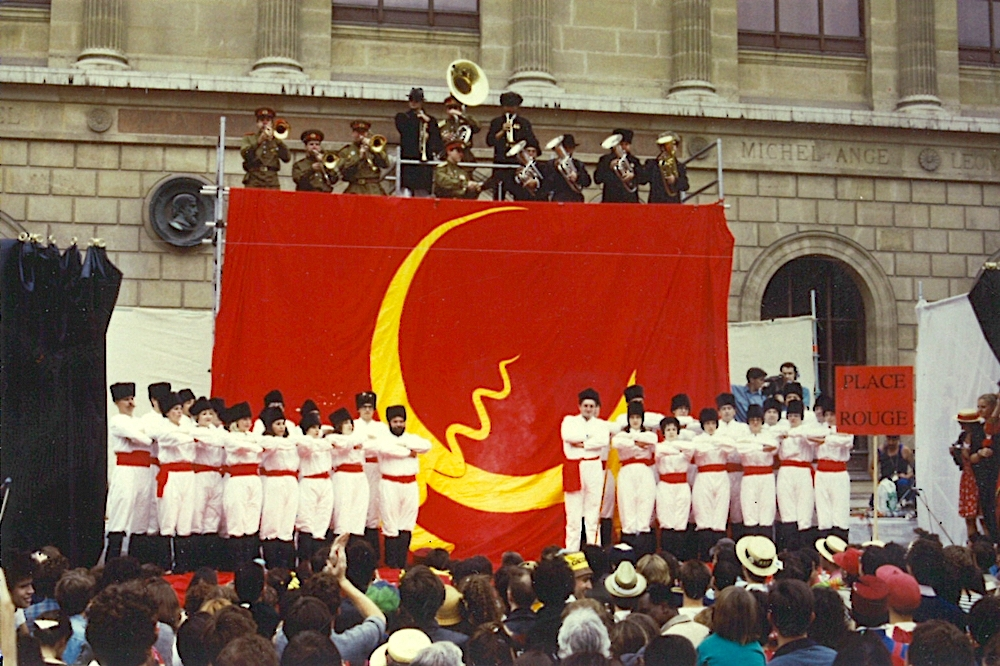
Les 7 Mercenaires au Concours 1989.

Le Concours est ouvert aux seules fanfares des Beaux-Arts. Toutes doivent être membres de la Grande Masse des Beaux-Arts et avoir fait acte de candidature. La Grande Masse peut toutefois, de façon exceptionnelle, autoriser une fanfare "extérieure" à participer à une édition. 
À l'issue de cette présélection, les concurrents sont invités à Paris pour concourir. 
Les fanfares se succèdent alors en public, après qu'un Pompier de rigueur ait été entonné par la foule pour ouvrir la compétition. 
Elles interprètent un morceau inédit de leur choix, accompagné d'une scénographie incluant déguisements, décors et figurants. Le tout sous l'œil et l'audition attentive d'un jury et des encouragements d'un public nombreux.
La journée du concours s'achève en général par un bal costumé animé par les fanfares participantes.
Ce concours se caractérise par les costumes, l'ambiance, le talent et la variété des prestations de ses participants,.

### Prix décernés

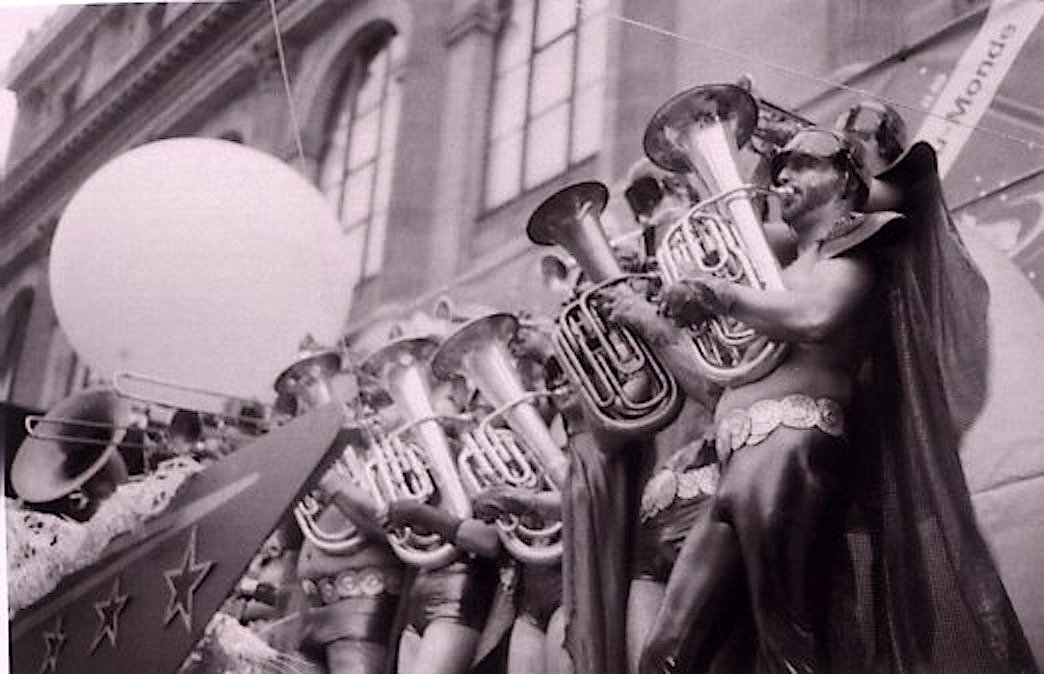
Les Kosmonots au Concours 2005.

Le jury du concours décerne deux prix : 
- Le Premier Prix. Il récompense la fanfare qui, par le choix des costumes, des décors et de la musique, a le mieux répondu au thème proposé[10]. Ce prix est accompagné depuis 2002 d'un trophée, œuvre de Jean-François Duffau[13] (1942-2017), prix de Rome 1971, sur lequel sont gravés les noms des gagnants successifs. Ce trophée reste cependant la propriété de la Grande Masse des Beaux-Arts.
- Le Prix du plus beau Four[14]. Il récompense la fanfare ayant échoué de manière grandiose dans sa tentative de remporter le Premier Prix[10].

### Jury
Le jury est composé de personnalités choisies par le comité organisateur du concours. Il rassemble chaque fois des personnalités reconnues du monde musical, de l'Architecture et des Beaux-Arts.
Le Jury est généralement présidé par un invité prestigieux : César Baldaccini, Paul Tourenne, Georges Wolinski, Gustave Parking, etc.

## Lauréats
| Année | Premier Prix                       | Prix du plus beau Four      |
| ----- | ---------------------------------- | --------------------------- |
| 1958  | Honoré Champion                    | -                           |
| 1962  | Fanfarchi                          | -                           |
| 1963  | Honoré Champion II                 | -                           |
| 1965  | Honoré Champion II                 | -                           |
| 1966  | Aimé Visconti                      | -                           |
| 1967  | Aimé Visconti                      | -                           |
| 1972  | Fanfare des Beaux-Arts de Clermont | -                           |
| 1975  | Archibal Buci                      | Fernand Boutonnet           |
| 1979  | Archibal Buci                      | Wolfgang Amadeus Bôzart III |
| 1985  | Sept Mercenaires                   | Wolfgang Amadeus Bôzart IV  |
| 1989  | Sept Mercenaires                   | Fanfare Piston              |
| 1993  | Wolfgang Amadeus Bôzart VI         | Piston Circus               |
| 1997  | Les Kadors                         | -                           |
| 2002  | Güt Ma Frit'                       | Kosmonot                    |
| 2005  | Güt Ma Frit'                       | Les Flingueurs              |
| 2011  | Talku Fanfare                      | Boula Matari Missié Tintin  |
| 2015  | Talku Fanfare                      | Kosmonot                    |
| 2022  | Monty Pistons                      | Boula Matari Missié Tintin  |

### Archives
- Archives de la Grande Masse des Beaux-Arts, association loi 1901, reconnue d'utilité publique depuis 1932.

### Film documentaire
- Fanfares des Beaux-Arts en concours, un film de Vincent Gielly, réalisé par Philippe Piazza, producteur délégué Arnaud Hantute, 1993, production exécutive Taxi Vidéo Brousse, Corteel & Gielly, Canal+ (diffusion), CNC (participation).